# Slagmolen (Opitter)
De Slagmolen (ook: Stalsmolen, Het Reidsel of Scheelenmolen) is een watermolen op de Itterbeek te Opitter. De molen bevindt zich aan Molenstraat 52.
De molen, die zich 200 meter stroomafwaarts van de Pollismolen bevindt, werd mogelijk gesticht in 1666, want dit jaartal bevindt zich in een balk. De molen bestond aanvankelijk uit leem en stro en diende als oliemolen. In 1869 werd het huidige stenen gebouw opgericht, wat in 1911 werd verhoogd. In de 20e eeuw werd de molen uiteindelijk als korenmolen benut.
In 1958 werd het houten rad verwijderd. Het gebouw werd nog als opslagruimte gebruikt en raakte in verval. Na renovatie is het later in gebruik genomen als woning. De sluizen zijn nog aanwezig.
De molen is niet beschermd.